# Список аеропортів Ліберії
Тут представлений список аеропортів Ліберії, відсортований за місцем розташування. Всього в країні знаходиться 16 аеропортів. Серед них лише два мають міжнародний статус: Міжнародний аеропорт Робертса та аеропорт Спріґґс Пейн, обидва розташовані в столиці, місті Монровія.

## Аеропорти
Жирним виділені ті аеропорти, які обслуговують регулярні рейси комерційних авіаліній.
| Місто                 | Код ICAO | Код IATA | Назва аеропорту                               | Фото | Координати                                                           | Розміри ЗПС, м/ф (покриття)            | Висота над рівнем моря, м/ф | Примітки                    |
| --------------------- | -------- | -------- | --------------------------------------------- | ---- | -------------------------------------------------------------------- | -------------------------------------- | --------------------------- | --------------------------- |
| Белла Єлла            |          | BYL      | аеропорт Белла Єлла англ. Bella Yella Airport |      | ???                                                                  | 2608 футів                             | 210 м/690 (720) футів       | [ 2 ] [ 3 ] [ 4 ]           |
| Б'юкенен              | GLBU     | UCN      | аеропорт Б'юкенен                             |      | 05°54′15″ пн. ш. 10°03′28″ зх. д. / 5.90417° пн. ш. 10.05778° зх. д. | 2785 футів                             | 10 футів                    | [ 5 ] [ 6 ] [ 7 ] [ 8 ]     |
| Б'юкенен              | GLLB     |          | аеропорт Ламко                                |      | 05°51′24″ пн. ш. 10°01′15″ зх. д. / 5.85667° пн. ш. 10.02083° зх. д. | 2700 футів, ґрунтово-гравійне покриття | 9 м/30 футів                | [ 9 ] [ 10 ] [ 11 ]         |
| Веасуа                |          | WES      | аеропорт Веасуа англ. Weasua Airport          |      | ???                                                                  | 396 м/1300 футів                       | 122 м/400 футів             | [ 12 ] [ 13 ] [ 14 ]        |
| Вологіссі             |          | WOI      | аеропорт Вологіссі англ. Wologissi Airport    |      | ???                                                                  | 1100 м/3608 футів                      | 550 м/1804 футів            | [ 15 ] [ 16 ] [ 17 ] [ 18 ] |
| Гранд Сесс            |          | GRC      | аеропорт Гранд Сесс англ. Grand Cess Airport  |      | 04°34′17″ пн. ш. 08°12′26″ зх. д. / 4.57139° пн. ш. 8.20722° зх. д.  | 2616 футів                             | 25 футів                    | [ 19 ] [ 20 ] [ 21 ]        |
| Харпер (Кейп-Пальмас) | GLCP     | CPA      | аеропорт Кейп-Пальмас                         |      | 04°22′43″ пн. ш. 07°41′47″ зх. д. / 4.37861° пн. ш. 7.69639° зх. д.  | N/A                                    | 6 м                         | [ 22 ] [ 23 ] [ 24 ]        |
| Гринвілл              | GLGE     | SNI      | аеропорт Гринвілл/Сіное                       |      | 05°01′58″ пн. ш. 09°03′50″ зх. д. / 5.03278° пн. ш. 9.06389° зх. д.  | N/A                                    | 3 м/10 футів                | [ 25 ] [ 26 ] [ 27 ]        |
| Монровія              | GLRB     | ROB      | Міжнародний аеропорт Робертса                 |      | 06°13′52″ пн. ш. 10°21′51″ зх. д. / 6.23111° пн. ш. 10.36417° зх. д. | 3353×45.5 м, бітумне покриття          | 9 м/31 фут                  | [ 28 ] [ 29 ] [ 30 ]        |
| Монровія              | GLMR     | MLW      | аеропорт Спріґґс Пейн                         |      | 06°17′20″ пн. ш. 10°45′31″ зх. д. / 6.28889° пн. ш. 10.75861° зх. д. | 1829×30 м, бітумне покриття            | 8 м/26 футів                | [ 31 ] [ 32 ] [ 33 ] [ 34 ] |
| Німба                 | GLNA     | NIA      | аеропорт Німба                                |      | 07°29′37″ пн. ш. 08°35′03″ зх. д. / 7.49361° пн. ш. 8.58417° зх. д.  | 6063 футів                             | 497 м/ 1632 футів           | [ 35 ] [ 36 ] [ 37 ]        |
| Сасстаун              | GLST     | SAZ      | аеропорт Сасстаун                             |      | 04°40′05″ пн. ш. 08°25′34″ зх. д. / 4.66806° пн. ш. 8.42611° зх. д.  | 2300 футів                             | 2 м/6 футів                 | [ 38 ] [ 39 ] [ 40 ]        |
| Тапета                |          | TPT      | аеропорт Тапета англ. Tapeta Airport          |      | ???                                                                  | N/A                                    | N/A                         | [ 41 ] [ 42 ] [ 43 ] [ 44 ] |
| Фойя                  |          | FOY      | аеропорт Фойя англ. Foya Airport              |      | 08°21′52″ пн. ш. 10°12′52″ зх. д. / 8.36444° пн. ш. 10.21444° зх. д. | 3615 футів                             | 1476 футів                  | [ 46 ] [ 47 ] [ 48 ]        |
| Чієн                  | GLTN     | THC      | аеропорт Чієн                                 |      | 06°02′53″ пн. ш. 08°08′20″ зх. д. / 6.04806° пн. ш. 8.13889° зх. д.  | N/A                                    | 241 м/790 футів             | [ 49 ] [ 50 ] [ 51 ] [ 52 ] |
| Воїнджама             | GLVA     | VOI      | аеропорт Воїнджама                            |      | ???                                                                  | 2235 футів                             | 427 (548) м/1801 (1722) фут | [ 53 ] [ 54 ] [ 55 ]        |

## Розташування
Умовні позначення:
- Міжнародний аеропорт.
- Внутрішній аеропорт.